# Mosaico di Otranto

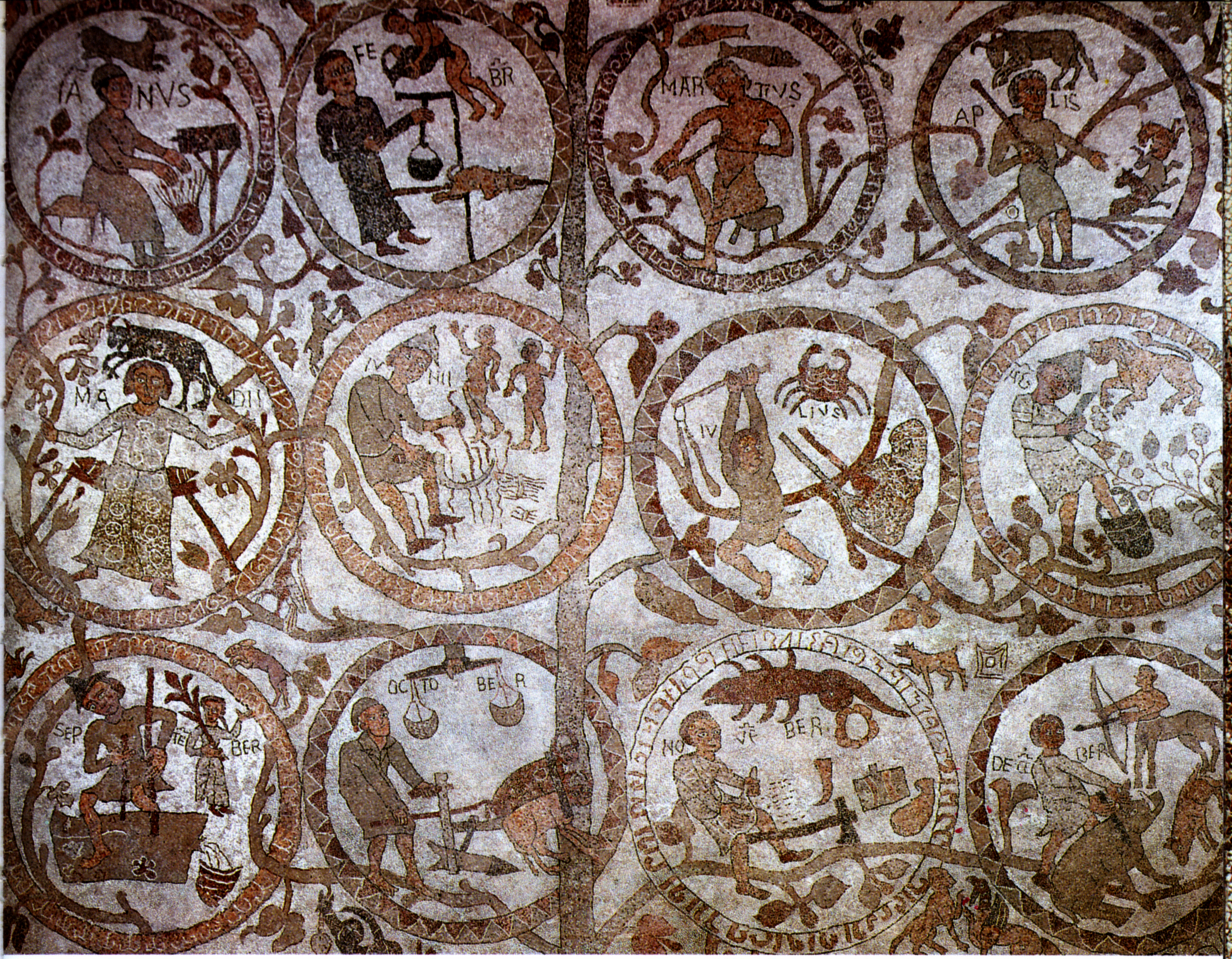
Mosaico di Otranto, Zodiaco.

Il Mosaico di Otranto ricopre il pavimento della cattedrale di Santa Maria Annunziata nella cittadina pugliese. Esso rappresenta uno dei più importanti cicli musivi del medioevo italiano.

## Storia
Il mosaico fu eseguito da Pantaleone su commissione del vescovo di Otranto Gionata, tra il 1163 e il 1165; la datazione e i nomi dell'artefice e del committente sono riportati nello stesso mosaico, all'interno delle bande orizzontali che scandiscono le varie scene e nell'iscrizione prospiciente all'ingresso. Sia di Gionata che di Pantaleone non rimane alcuna notizia storica: la rispondenza delle figure zoomorfe alle descrizioni del Physiologius, bestiario egiziano del IV secolo molto diffuso nei cenobi basiliani, ha portato a ipotizzare che il mosaicista (che nelle iscrizioni si definisce presbiter) si sia formato presso il Monastero di San Nicola di Casole, che già nel XII secolo possedeva un'importante biblioteca.
A causa delle lacune documentarie conseguenti alla Guerra di Otranto del 1480, è impossibile ricostruire con precisione la storia del mosaico nei secoli successivi alla sua esecuzione; l'opera deve essere comunque stata soggetta a modifiche e distacchi fino a un'epoca relativamente recente: nel XVII secolo, col riassetto dell'aria presbiteriale, andò perduta un'ampia porzione corrispondente all'attuale altare maggiore; nel 1882 lo studioso Cosimo De Giorgi, nella sua opera La provincia di Lecce - Bozzetti di viaggio, denunciò un restauro mal realizzato in seguito al quale erano state apportate pesanti modifiche alle figure, inclusa l'arbitaria apposizione di una corona sul capo di Re Artù. Nonostante questo, una larga percentuale dell'opera è stata preservata, e si ritiene che essa si presenti quasi totalmente nelle forme originarie.
Nel XX secolo il mosaico subì due importanti interventi di restauro, nel 1936 e nel 1986. Nel primo di essi si provvide a ricostruire alcune zone mancanti con rattoppi di cemento armato; questo accorgimento causò tuttavia degli importanti rigonfiamenti nell'impiantito, che comportarono il distacco di larghe porzioni del tessuto musivo. Le lacune furono risarcite nel 1960 con delle tessere bianche.
Durante l'intervento del 1986 il mosaico fu completamente staccato per effettuare interventi di sterro e pulitura; in questa fase furono riportati alla luce gli strati archeologici preesistenti, comprendenti sepolture di età messapica, romana e medievale. Sorprendentemente, a 60 cm di profondità furono rinvenuti i lacerti di un mosaico a motivi geometrici, risalente al IV - VI secolo e dunque ascrivibili all'edificio paleocristiano. Sottoposti a restauro, i resti del mosaico tardoantico furono poi esposti nel Museo Diocesano di Otranto.

## Descrizione e interpretazione
Il mosaico di Otranto si estende lungo la navata centrale e nelle due ali del transetto, per una lunghezza complessiva di oltre 60 metri e un numero di tessere superiore a 600.000. Si tratta di un'opera grandiosa, animata da un senso di horror vacui e paragonata a un'enciclopedia di immagini del tempo e della cultura del Medioevo; l'apparato iconografico offre uno spaccato della cultura del Medioevo e si presenta come un percorso labirintico di cui a volte sfugge la vera interpretazione iconologica.

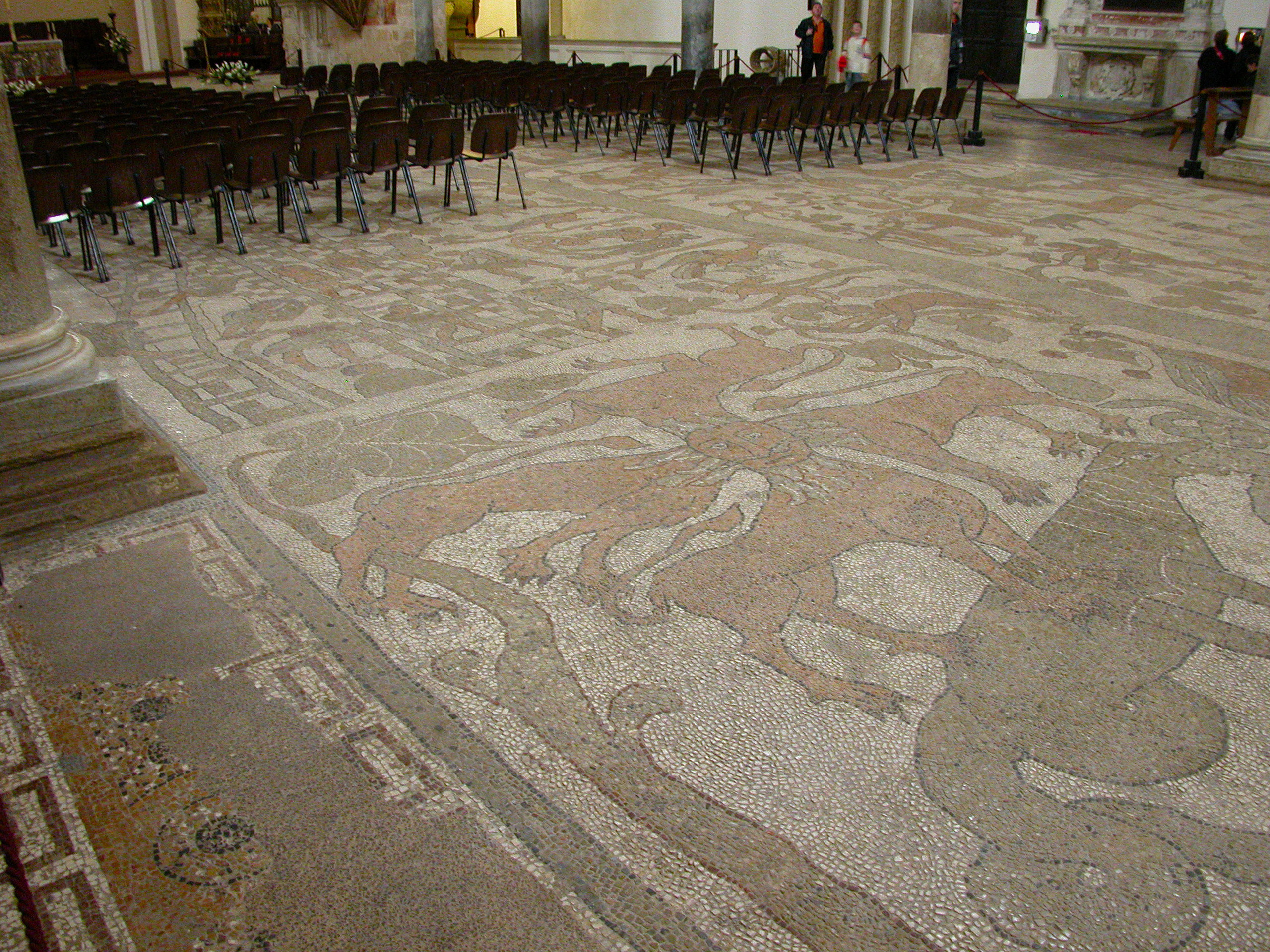
Particolare del mosaico di Otranto.

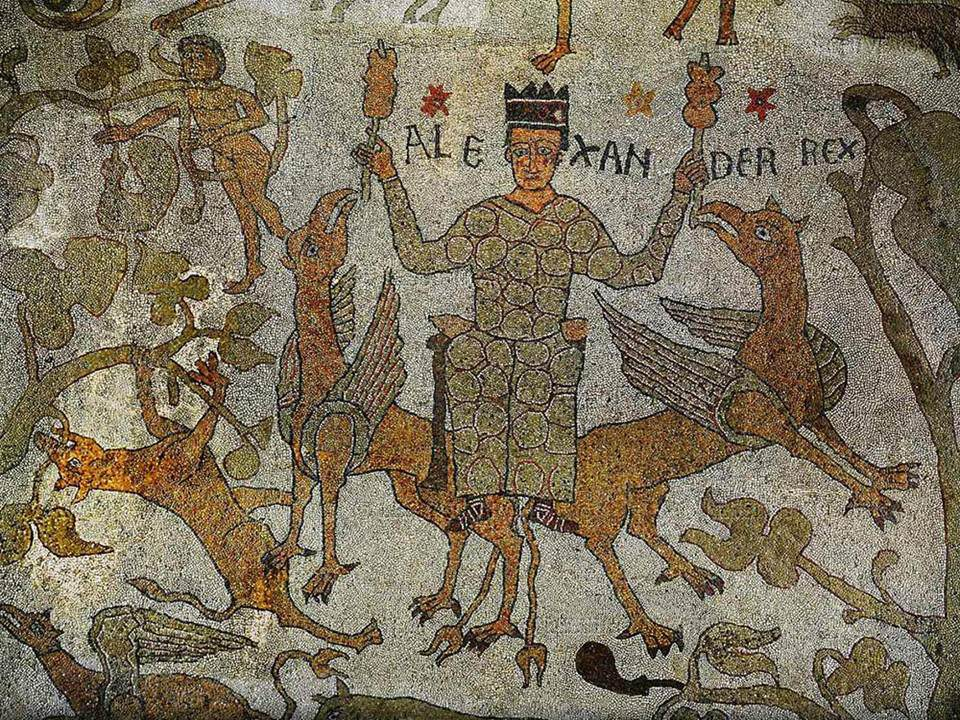
Alessandro in volo tra due grifoni.

L'opera ha come figura centrale l'Albero della vita, lungo il quale si dipanano le principali rappresentazioni. l'Albero ha la funzione di scandire, per mezzo di tronco e rami, le numerose scene rappresentate; tralci e foglie invadono gran parte dello spazio disponibile e creano riquadri e tondi dove si sviluppano le figure. L'intero mosaico è poi costellato da figure di animali esotici o fantastici, spesso mutuate dai bestiari medievali; le rappresentazioni sono generalmente caricate di una forte valenza simbolica, che li porta ad assumere posizioni o fattezze grottesche (come il felino che calza scarpe nella parte inferiore del mosaico o l'asino musicante nel presbiterio). Non sempre è chiaro se essi facciano parte delle scene che affiancano o se siano figure autonome.
La figura dell'Albero non si estende all'area del presbiterio, dove si trova una serie di sedici medaglioni contenenti animali o figure mitiche dal significato allegorico non sempre chiaro all'osservatore contemporaneo: un Toro, un Behemot, un Leviatano che inghiotte una lepre e viene a sua volta assalito da un leone che ne addenta la coda sbilanciandosi sulle zampe posteriori, un Dromedario rampante, un Elefante con stella a cinque punte, una Lonza con volpe insanguinata, un'Antilope, un Centauro, un Cervo ferito, un Unicorno che affianca una vergine, la Regina di Saba, il Re Salomone, una sirena dalle due code, un Leopardo e un Ariete. Nell'abside sono invece presenti alcuni episodi del Libro di Giona, ma anche una scena di caccia al cinghiale, Sansone che lotta contro il leone e altre figure umane e animali.
Al vertice dell'albero, poco sotto il presbiterio, sono le scene della Genesi: il Peccato originale, la cacciata di Adamo ed Eva dal giardino dell'Eden (la cui porta è custodita da un uomo con un bastone) e la vicenda di Caino e Abele. Queste scene, avvenute all'inizio dei tempi, sono poste in cima all'albero e non alla sua base: il racconto si dipana dunque dall'alto verso il basso, come se l'albero, crescendo, avesse portato gli eventi più remoti in posizione centrale. Aspetto sorprendente è che le figure bibliche di Adamo ed Eva siano seguite dal protagonista del ciclo bretone, Re Artù, a cavallo di un caprone e fronteggiato da un animale dalle fattezze di grosso felino; lo stesso sovrano è forse riconoscibile nella figura immediatamente sotto, sconfitto e sbranato dalla bestia.
Procedendo verso il basso, vi sono i dodici medaglioni del ciclo dei mesi, ciascuno contenente il nome, il segno zodiacale e le attività umane corrispondenti al mese rappresentato: la mietitura, la vendemmia, l'aratura dei terreni, il pascolo, la caccia al cinghiale, l'allevamento, ma anche l'ozio dei mesi estivi, rappresentato da un uomo nudo che si pulisce i piedi e da una donna elegante seduta su uno sgabello.
Più in basso, il racconto biblico prosegue con la rappresentazione del Diluvio Universale, delle gesta di Noè e della costruzione della Torre di Babele. Nella parte inferiore del mosaico compaiono figure fantastiche: un animale quadricorpore e monocefalo, un drago, la dea Diana (o un'Amazzone) che uccide un cervo con arco e freccia, un centauro, una scena di combattimento fra due uomini armati con accanto un cavallo, altre figure zoomorfe e antropomorfe di diverse dimensioni. Ai lati, una scacchiera e Alessandro Magno che ascende al cielo sopra due grifoni, affiancato da due cavalieri nudi che suonano l'olifante. Nel segmento terminale dell'opera sono poi raffigurati due grandi elefanti, che sorreggono sulla schiena il peso dell'Albero. Secondo autorevoli interpretazioni, le figure nella parte bassa dell'Albero costituirebbero delle rappresentazioni del monoteismo e del politeismo; i due elefanti indiani che sostengono l'Albero della Vita derivano dalla fiaba di Barlaam e Iosafat, a sua volta mutuata dal Buddhismo e dall'Induismo. Secondo altre interpretazioni, questa sezione rappresenterebbe invece l'Apocalisse. Occorre comunque precisare che nessuna delle interpretazioni proposte può essere accolta come definitiva, e il significato complessivo del mosaico centrale è destinato a rimanere per lo più oscuro.
Nel transetto destro si sviluppa un'ulteriore parte del mosaico, in cui, fra i rami di un secondo Albero, si osservano figure zoomorfe, mitiche ed umane, di più difficile interpretazione. Fra queste sono riconoscibili Atlante che regge un Sole policromo e un uomo indicato come Samuele.
Nel transetto sinistro, ancora un Albero, questa volta del Giudizio Universale, divide l'area in due parti: in quella a sinistra è rappresentato il Paradiso, in quella a destra l'Inferno. Nella prima sono riconoscibili i tre Patriarchi Abramo, Isacco e Giacobbe, i quali, secondo l'iconografia bizantina, accolgono le anime rette nel loro seno; sotto di essi, uomini, piante e animali che rimandano al Paradiso. L'area dell'Inferno è invece introdotta nella parte inferiore da un angelo che pesa le anime dei dannati con una bilancia; sotto di lui, un diavolo che con un tridente è intento ad alimentare una fornace nella quale viene gettato un dannato. Sopra di essi, figure di anime che, precipitate nell'Inferno, perdono gradualmente le fattezze umane per assumere lineamenti mostruosi; poi ancora tre figure incappucciate, variamente interpretate come le Erinni o un gruppo di eresiarchi, avvinghiate da serpenti; altre figure di anime dannate accanto a una figura umana gigantesca, forse Caronte, precedono Satana, che cavalca un dragone e vomita i serpenti che lambiscono le anime.

Oltre che con la tradizione musiva dell'arte bizantina, lo stile di Pantaleone va sicuramente collegato con l'arte romanica e in particolare con la scultura. È infatti in essa che si ritrova molta della iconografia del mosaico: le figure immaginifiche del Bestiario medievale (grifoni, draghi, sirene ecc.); le narrazioni dell'Antico Testamento (Giona, Sansone, Genesi ecc.); la descrizione dei mesi dell'anno; la rappresentazione dell'Inferno. 

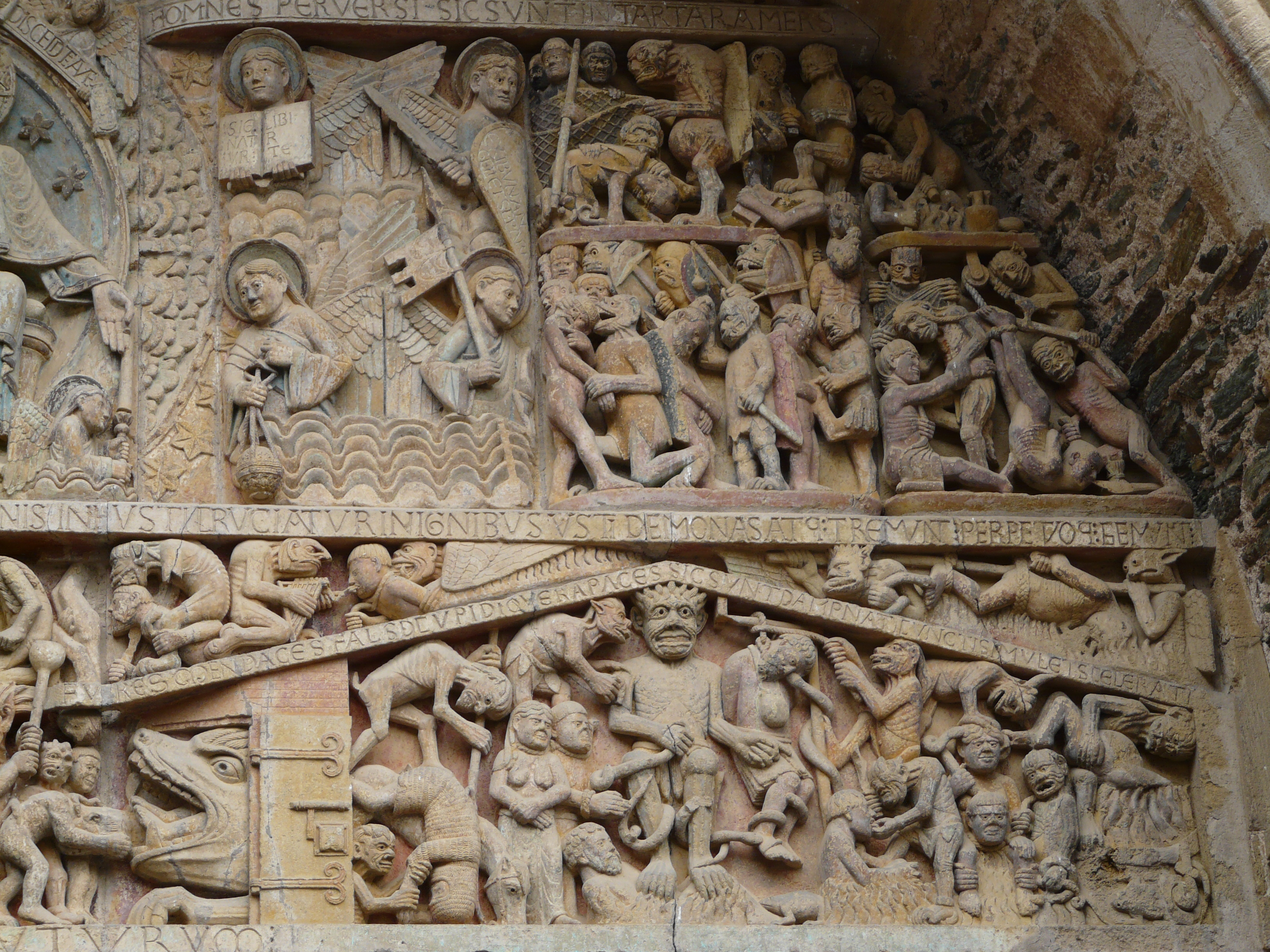
Parte destra del timpano della Cattedrale Romanica di Sainte-Foy de Conques in Francia - Un raffronto con le scene dell'Inferno del Mosaico di Otranto

I riferimenti alla scultura romanica permettono di ritrovare in altre decorazioni di cattedrali coeve la figura di Re Artù, come pure l'Ascensione di Alessandro Magno, episodio del Romanzo di Alessandro, testo ellenistico assai diffuso in varie versioni nel Medioevo e ravvivato dalla coeva composizione di Gualtiero di Châtillon, l'Alexandreis.
È come se Pantaleone avesse usato il mosaico per inserire fra i rami dell'Albero della vita le immagini della cultura del tempo, prendendole a prestito dalle arti decorative occidentali (romanica) e orientali (bizantina e araba). Nello stesso periodo in altri luoghi dell'Europa Occidentale la stessa cultura (popolare e letteraria) veniva trasposta sulla pietra dei capitelli e dei portali delle nuove cattedrali. Esempi di questa nuova cultura plastica sono visibili nei capitelli della sottostante Cripta. Il fine era quello di utilizzare le immagini come strumenti pedagogici, come allegorie della lotta multiforme fra bene e male, comprensibili non solo a ristrette élite ma anche agli autoctoni, ai viandanti, pellegrini o crociati che sostavano a Otranto durante il viaggio verso la Terra santa. Pur coi riferimenti storici appena descritti, il mosaico di Otranto presenta ancora moltissimi aspetti che ancora non trovano spiegazioni condivise fra i suoi studiosi, né esempi analoghi coevi.
Altro argomento di frequente dibattito è la totale assenza di raffigurazioni di scene, come anche di personaggi, del Nuovo Testamento. Tale assenza ha trovato forse spiegazione nel divieto di far calpestare tali figure da parte dei fedeli, aspetto che effettivamente si riconosce in altri mosaici pavimentali dell'epoca. Un'altra spiegazione potrebbe essere il tentativo di rappresentare allegorie comprensibili e accettate da più comunità religiose, peraltro ben presenti nella città di Otranto di allora, quali quelle cristiane latine, quelle cristiane ortodosse nonché quelle di religione ebraica. Ancora, rimane poco chiara la ragione per cui la figura di Re Artù risulti collocata accanto al ciclo della cacciata di Adamo ed Eva dal Paradiso e vicino all'episodio di Caino ed Abele, in un punto non coerente con l'epoca in cui le vicende di Artù si svolgono. È comunque chiaro che la completa lettura e interpretazione del Mosaico di Otranto non può dirsi terminata presso i suoi studiosi.

## Altri esempi
Altre composizioni musive, di epoca vicina a quella della cattedrale di Otranto, si trovano in altre chiese romaniche in Puglia:
- cattedrale di San Cataldo di Taranto;
- cattedrale di Brindisi;
- cattedrale di Trani;
- cattedrale di Bitonto;
- concattedrale di Ruvo di Puglia;
- cattedrale di Santa Maria Assunta di Giovinazzo;
- cattedrale di Santa Maria Maggiore di Barletta;
- santuario di Santa Maria a Mare nelle Isole Tremiti;

o anche in altre regioni, come nell'abbazia di Santa Maria del Patire in Calabria. In essi si ritrovano stilemi e figure utilizzate da Pantaleone, ma in nessuno di questi si riscontra il livello di raffinatezza, complessità e conservazione come quello in Otranto; nessuna di esse si è inoltre conservata in misura sufficiente ad apprezzarla appieno.
La Chiesa di san Nicola Vescovo nella vicina Corigliano d'Otranto vanta un mosaico pavimentale realizzato nel XIX secolo, che riprende lo stile e l'arte figurativa di quello di Otranto.

## Galleria d'immagini

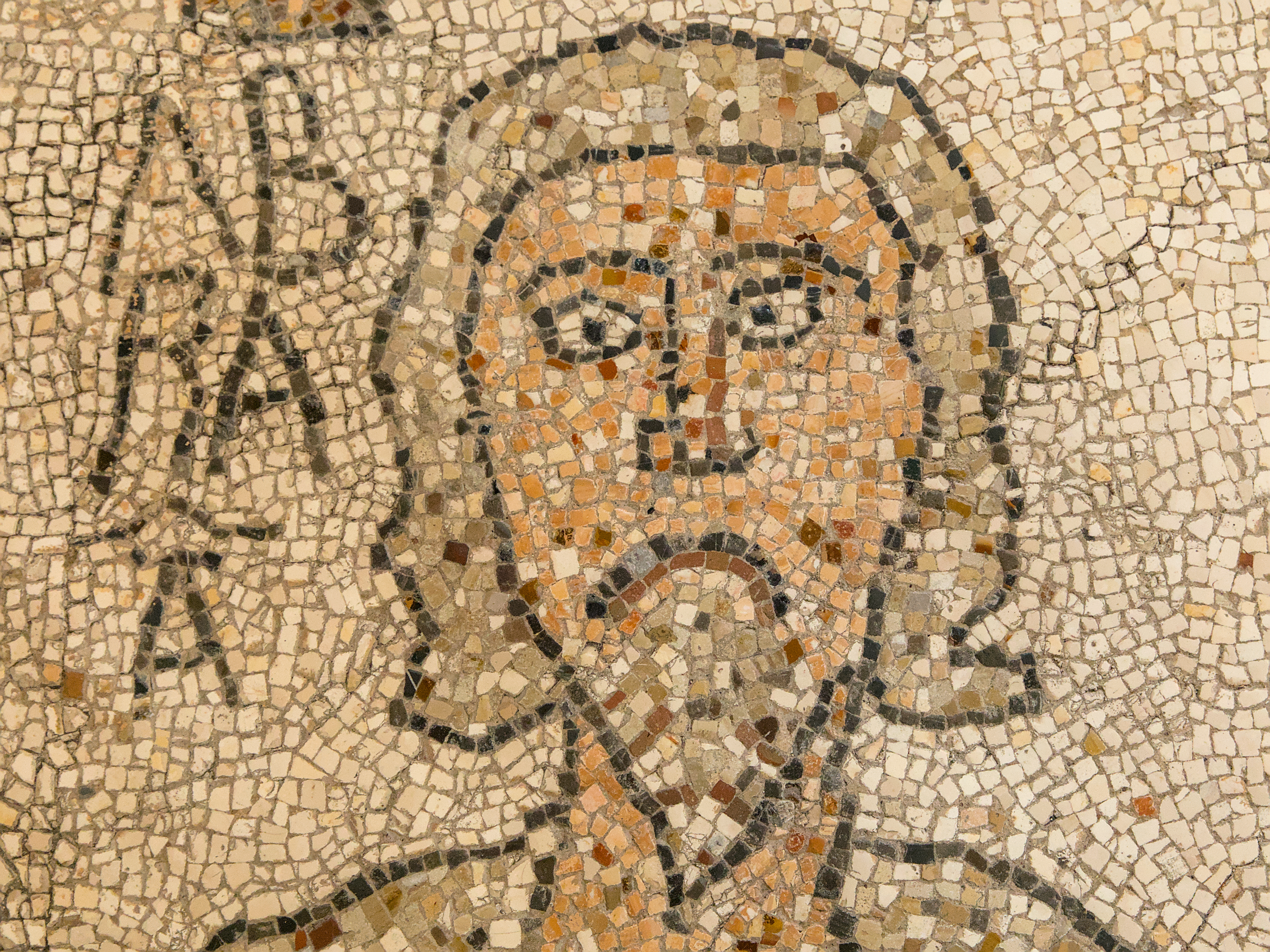
Abramo.
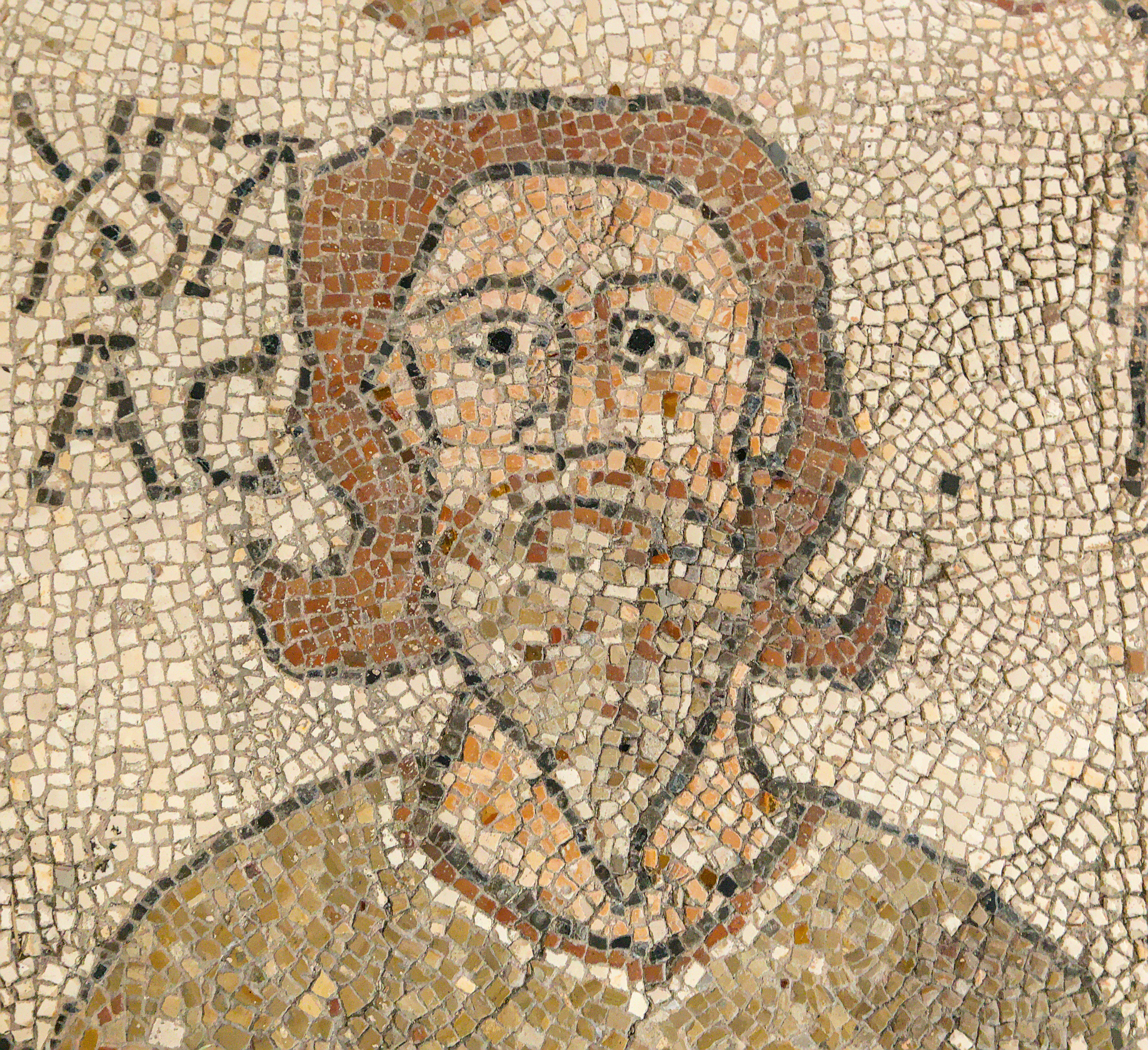
Isacco.
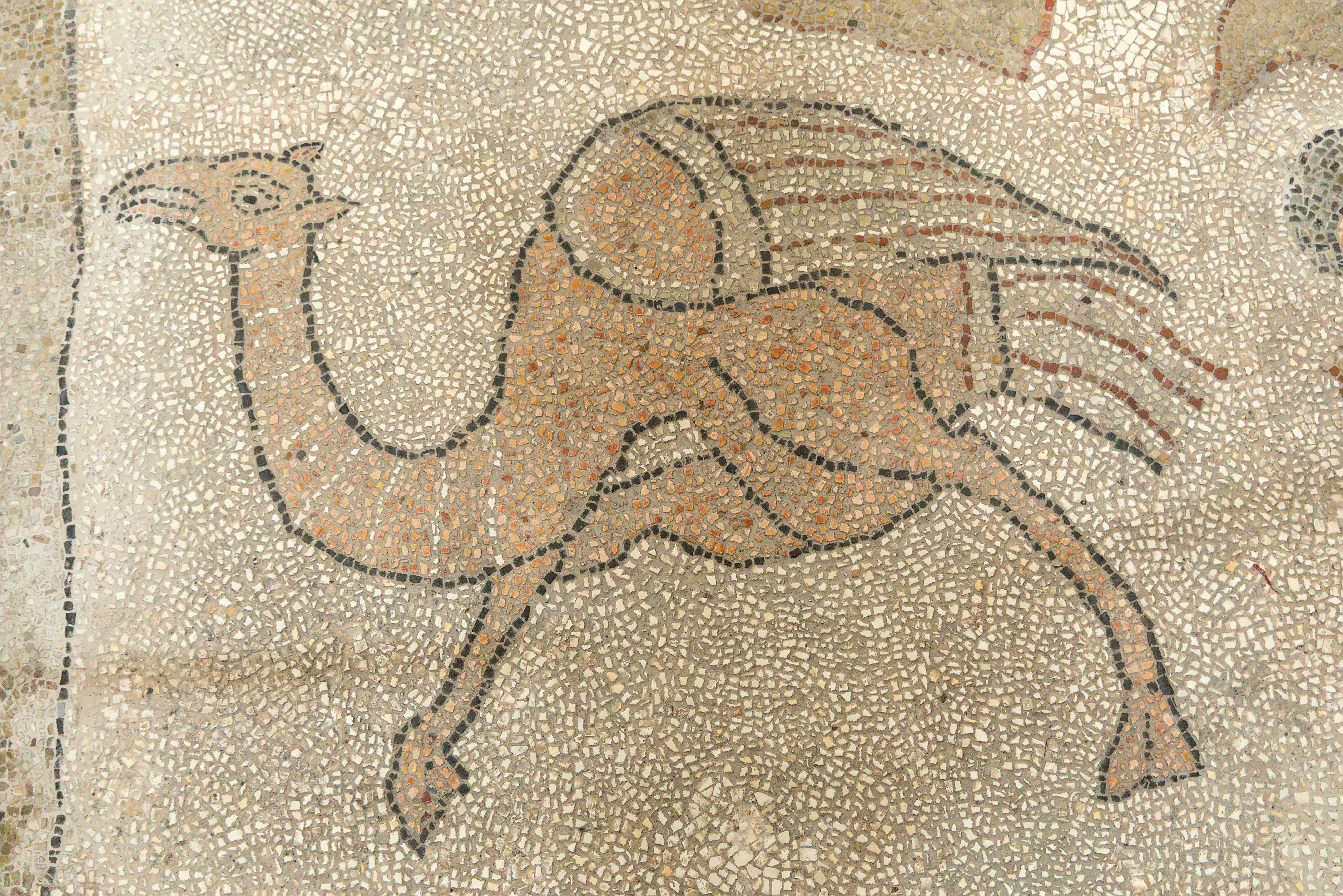
Un animale fantastico.
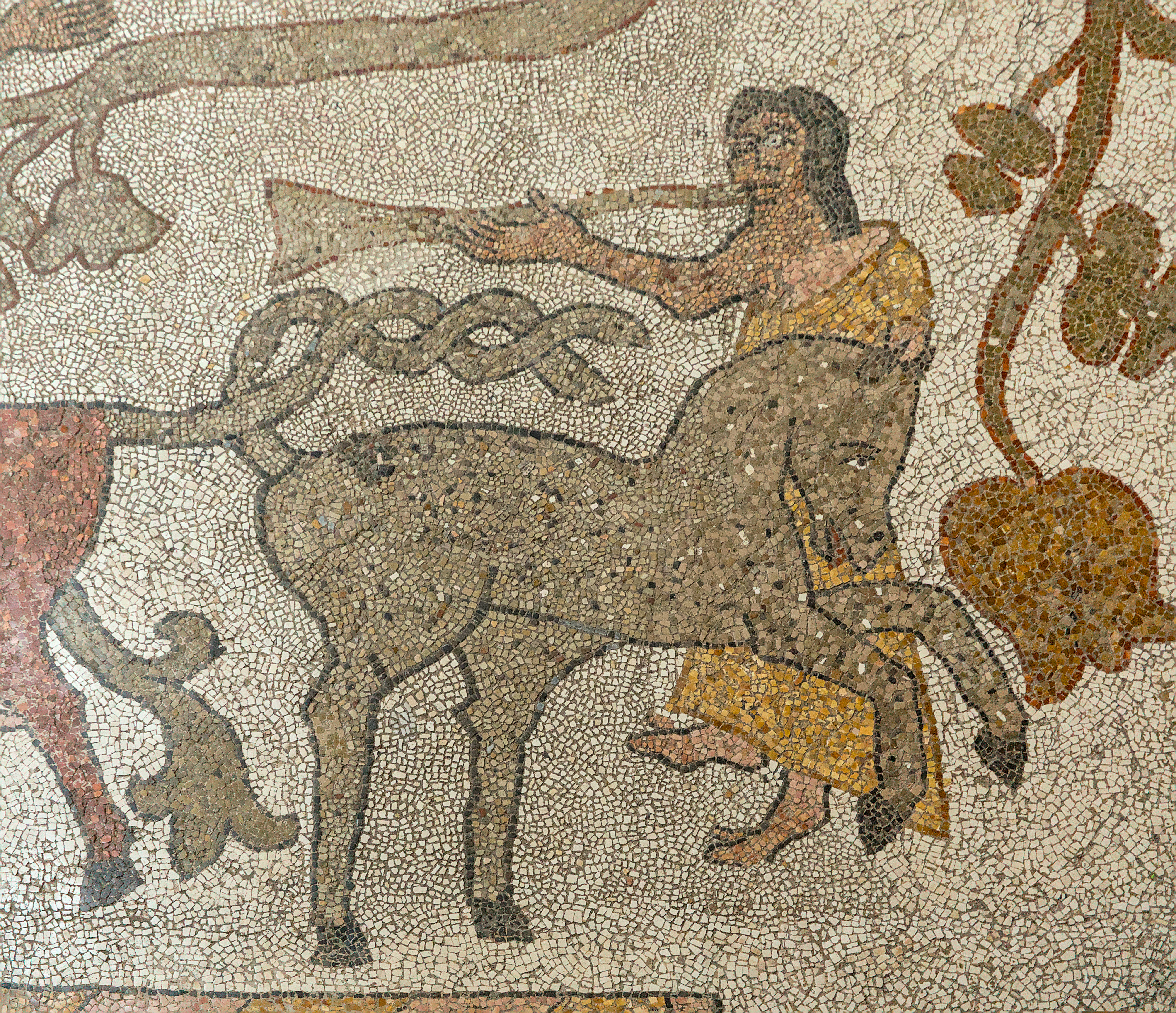
Scena di caccia.
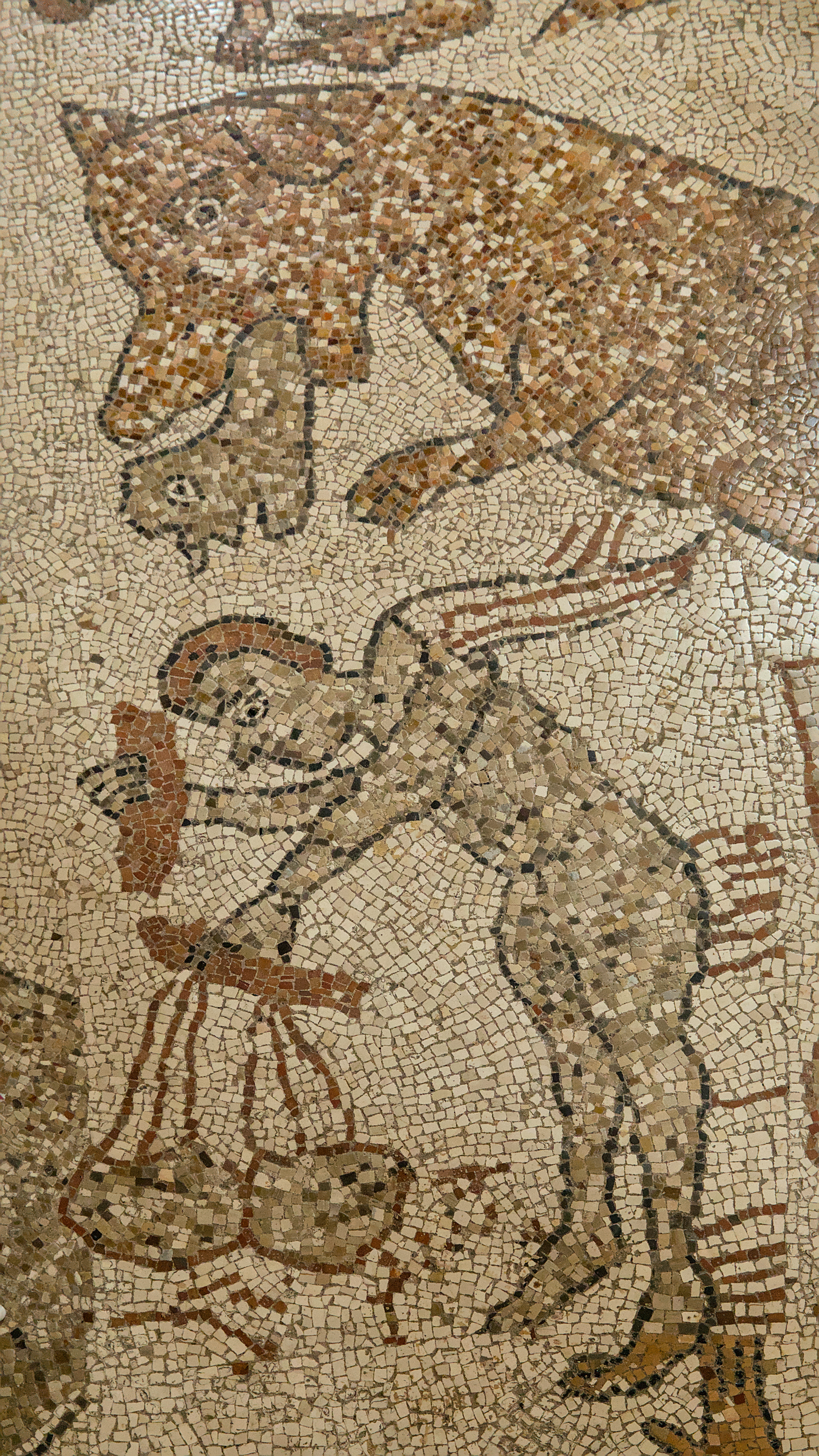
Un angelo pesa i peccati dei dannati, e sopra di lui, un demone.
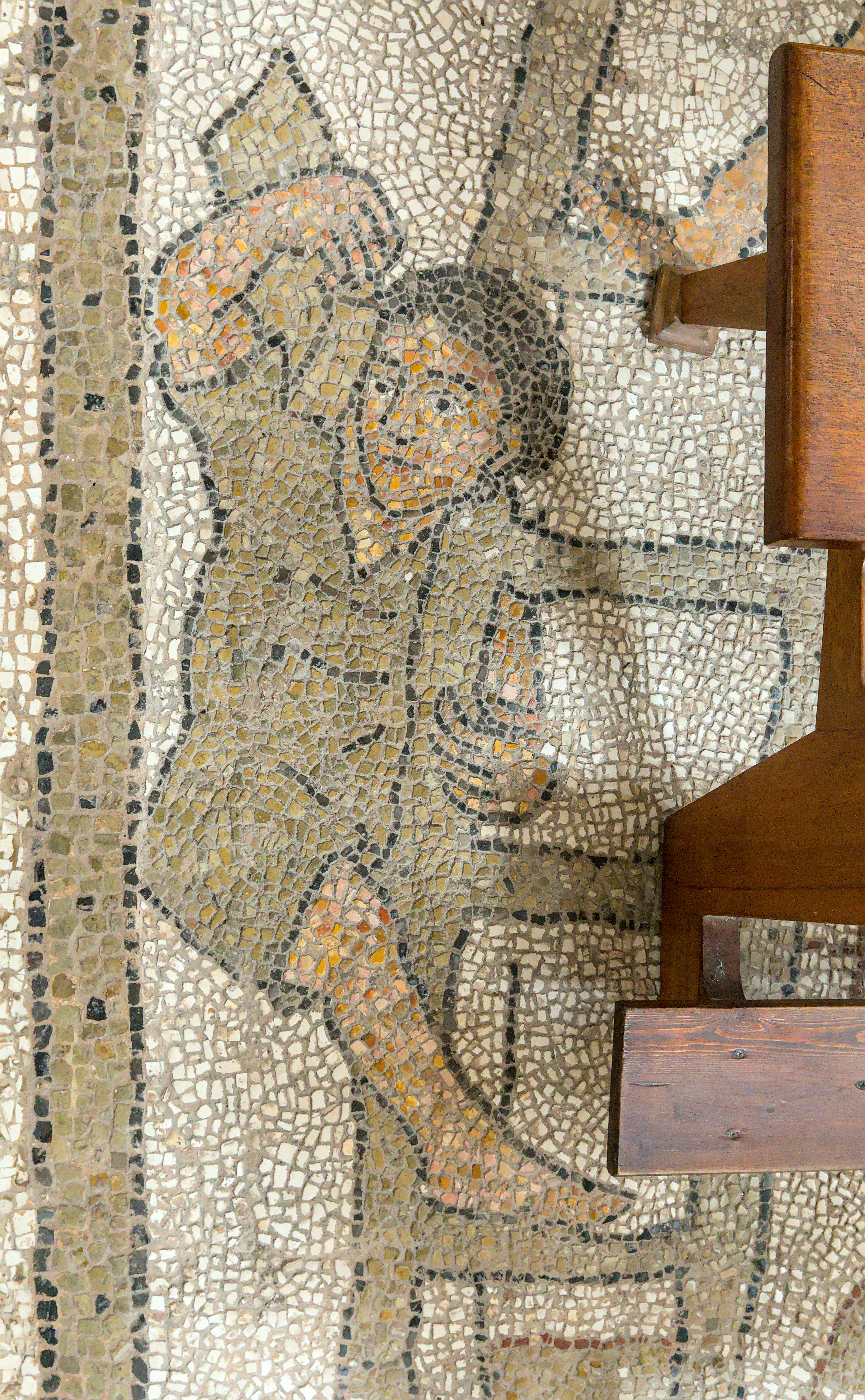
Un ragazzo sale una scala per aiutare a costruire la Torre di Babele.